# All-Star Game LNB 1990
Le All-Star Game LNB 1990 est la 4e édition du All-Star Game LNB. Il s’est déroulé le 1er juin 1990 au palais des sports Jean-Weille de Nancy. La sélection Est a battu la sélection Ouest (170-146). Robert Smith a été élu MVP du match.

## Joueurs

### Sélection de l'Ouest
| Position    | Joueur             | Équipe     |
| ----------- | ------------------ | ---------- |
| Meneur      | Valéry Demory      | Limoges    |
| Meneur      | Antoine Rigaudeau  | Cholet     |
| Meneur      | Freddy Hufnagel    | Orthez     |
| Ailier      | Richard Dacoury    | Limoges    |
| Ailier      | Ken Dancy          | Limoges    |
| Ailier fort | Michael Brooks     | Limoges    |
| Ailier fort | Stéphane Ostrowski | Limoges    |
| Ailier fort | Jim Bilba          | Limoges    |
| Pivot       | George Montgomery  | ABC Nantes |

### Sélection de l'Est
| Position    | Joueur            | Équipe       |
| ----------- | ----------------- | ------------ |
| Meneur      | Robert Smith      | Antibes      |
| Meneur      | Gregor Beugnot    | Racing Paris |
| Arrière     | Jean-Aimé Toupane | Mulhouse     |
| Ailier      | Georgy Adams      | Antibes      |
| Ailier      | Hugues Occansey   | Antibes      |
| Ailier      | Éric Occansey     | Racing Paris |
| Ailier      | Ron Davis         | Mulhouse     |
| Ailier fort | Philip Szanyiel   | Mulhouse     |
| Ailier fort | Lee Johnson       | Antibes      |
| Pivot       | Franck Butter     | Mulhouse     |